# Первая албанская кампания Мехмеда II
В 1452 году новый османский султан Мехмед II приказал начать поход против Скандербега, вождя Лежской лиги. Вскоре после первой осады Круя, султан Мурад II скончался в Эдирне, а его сын Мехмед II унаследовал османский престол. Мехмед II поддерживал более агрессивные стратегии завоевания, которые его отец постоянно отвергал. Придя к власти, Мехмед II начал почти ежегодные вторжения в Албанию, которые часто приводили к многочисленным сражениям в течение одного года. Первая из этих экспедиций была отправлена в 1452 году под двойным командованием Хамза-паши и Тахип-паши с армией примерно в 25 000 человек. Эта кампания стала первым крупным испытанием для нового султана против Западной Европы и высшей точкой дипломатической борьбы между крупнейшими средиземноморскими державами.
Албания в то время переживала кризис власти, поскольку Скандербег, глава Лежской лиги, стал вассалом Альфонсо Великодушного, короля Арагона и Неаполя. Беспокоил ещё один растущий противник в Венецианском заливе — Венецианская республика пытался настроить против себя союзников Скандербега, чтобы ослабить влияние Альфонсо. Осознав свою возможность, Мехмед II отдал приказ о вторжении в Албанию. Скандербег, зная о вспыльчивом характере нового султана и о том, какой эффект он произведет, если его армия не будет немедленно разгромлена, действовал быстро. Как только османская армия была разделена на две отдельные части, Скандербег атаковал и разгромил как Хамзу-пашу, так и Тахип-пашу. Тахип-паша был убит в бою, в то время как Хамза-паша был захвачен и выкуплен за 13 000 дукатов вместе со своим штабом. Вскоре после этого Скандербег уговорил своих бывших венецианских противников смягчить албанско-венецианские отношения.

## Албанские отношения с Западом
Осада Круи в 1450 году привела к тяжелым потерям как для Мурада II, так и для Лежской лиги. Большая часть албанской земли была утрачена впустую в результате длительной кампании, в которой турецкие войска находились уже более полугода. Страна осталась с небольшим количеством ресурсов для производства сельскохозяйственных культур, и в результате начался большой голод. В 1451 году, через год после того, как войска Мурада II опустошили страну, султан Мехмед II получил контроль над Османской империей после смерти своего отца. Великая энергия Мехмеда проявилась уже в предыдущие годы, когда он сопровождал своего отца в Албанию. Скандерберг понимал, что если Мехмед II нанесёт удар сейчас, то ему будет очень трудно, так как у него нет ресурсов и поддержки, чтобы успешно сдержать крупное вторжение. Одно из самых могущественных княжеств Албании, княжество Дукаджини, вело открытые переговоры с турками, предлагая им стать вассалами нового султана Мехмеда II.
С внутренним конфликтом, разрушенной экономикой и ослабленной армией Скандербег понял, что ему нужно заключить союз с могущественным государством, чтобы Лига продолжила свое существование. Сначала он обратился к Венецианской республике, предложив ей военный союз и своего рода вассалитет, но республика тогда находилась в хороших отношениях с османами и поэтому отказалась от предложения Скандербега. Рим предлагал некоторую денежную помощь, но Скандербег искал большего. Затем Скандербег обратился к королю Неаполя Альфонсо V Арагонскому, который тогда контролировал Неаполь и Сицилию. Альфонсо хотел расширить свою империю от Гибралтара до Босфора. Чтобы осуществить свои мечты, ему понадобится плацдарм на Балканах, откуда он сможет наступать на Константинополь. Таким образом, Альфонсо принял предложение установить дипломатические отношения со Скандербегом и его албанскими союзниками.
Однако этот процесс не обошёлся без препятствий. Неаполитанские аристократы не доверяли Скандербегу с самого начала войны. Семья Кастриоти ранее была в союзе с Венецией. Сам Альфонсо был оскорблен, когда попросил Скандербега атаковать Венецию вместе с деспотом Сербии Георгием Бранковичем, но албанский лидер отказался. Альфонсо также был благочестивым христианином, и ему было нелегко вступать в союз со Скандербегом, который ранее исповедовал ислам при османском дворе. С другой стороны, Скандербег был разочарован, когда Альфонсо не смог послать войска в Крую, когда они были больше всего нужны. Но все изменилось, когда Скандербег сорвал штурм османской армии. И Венеция, и Альфонсо проявляли все больший интерес к расширению своих полномочий в регионе Адриатического и Ионического морей. 26 марта 1451 года был подписан Гаэтский договор, создавший албанско-неаполитанский альянс.
Скандербег также направил дипломатов в другие итальянские государства. В августе 1451 года вместе с Венецией он отправил послания Франческо Сфорца, тогдашнему герцогу Миланскому, и Сиенской республике, чтобы сообщить им о своей победе над турками и об отчаянной потребности в снабжении для продолжения борьбы с османскими армиями, но никакой помощи не было получено. Венеция ответила, что она хочет, чтобы албанцы и турки-османы согласились на мир, в то время как ответ Сфорца был основан на оправдании, что его государство не было финансово устойчивым и что его солдаты не должны были помогать албанскому князю. Только Дубровник предоставил денежную помощь Скандербегу.

## Конфликт вокруг контроля над Албанией
Главной причиной союза Скандербега с Альфонсо был его страх перед 21-летним Мехмедом II, чьим стремлением было отвоевать империю Юстиниана I, простиравшуюся от Сирии до Испании. Мехмед планировал кампанию против Албании с тех пор, как Скандербег разгромил своего отца при Круе в 1450 году. Ещё одним фактором было то, что Круя географически доминировала над Дураццо, который находился всего в 150 километрах от Бриндизи, близлежащего итальянского порта. Амбиции султана Мехмеда были симметричны амбициям короля Альфонсо Неаполитанского, и было ясно, что между ними произойдет какое-то столкновение в Албании, эпицентре конфликта. Мехмед был одним из первых монархов со времен Римской империи, который держал огромную централизованную армию под своим личным контролем. Помимо управления огромной армией, Мехмед был широко известен своей далеко идущей мудростью, которая позволила ему создать высокоразвитую армию, вооруженную новейшими моделями артиллерии.
Сила албанского сопротивления должна была быть жесткой, но Альфонсо хотел, чтобы Лежская лига стала достаточно сильной, чтобы серьёзно бросить вызов Османской империи, в отличие от венецианцев, которых беспокоило растущее Албанское государство. В мае Альфонсо послал в Крую двух опытных каталонских офицеров с 200 солдатами и большим количеством припасов, а 7 июня 1451 года он заключил союз с Георгием Арианити, самым могущественным членом Лиги из Южной Албании. Позднее в том же году король Альфонсо создал аналогичные союзы с Гьону Музаки, Георгию Стреши Балшичу, Музаке Топия, Питеру Химариоту и Симону Зеневиси, всем важным албанским дворянам, союзникам Скандербегу. Скандербег был доволен Альфонсо, но разногласия в Лиге по политическим вопросам все ещё присутствовали. Пал Дукаджини и Петр Спани остались союзниками Венецианской республики и установили дружеские отношения с султаном.
В 1451 году Мехмед II был сосредоточен на разгроме бейликов Караман и Ментеше на Востоке, но это было в его намерениях вернуться в Албанию. Во время этого короткого периода отдыха Скандербег занялся восстановлением Круи и построил новую крепость Модрич в долине реки Дрин близ Светиграда (которая была потеряна во время осады 1448 года), где турецкие войска ранее беспрепятственно вторгались вглубь Албании. Эта крепость была построена в разгар лета в течение нескольких месяцев, когда несколько турецких постов присутствовали. Это стало огромным ударом по османским усилиям, чьи албанские операции были таким образом заторможены.
Тем временем венецианские города пытались настроить против Скандербега его союзников, чтобы остановить арагонскую экспансию в Восточное Средиземноморье. В ответ неаполитанский король Альфонсо Арагонский отправил Бернарда Вакера губернатором Круи, но позже его сменил Рамон д’Ортафа, а командиром гарнизона был Педро Скадер со ста солдатами. Таким образом, Альфонсо стал номинальным правителем Албании, хотя люди Скандербега составляли преобладающее большинство антиосманских сил, оставляя Скандербега фактически под командованием Албании. Венеция продолжала свои попытки настроить союзников Скандербега против Альфонсо и Скандерберга. Георгий Арианити сопротивлялся венецианским заговорам и даже отказался от своего участия в албанской политике. Пал Дукаджини, перейдя на сторону Османской империи, готовился к войне со Скандербегом<.
На севере Стефан Черноевич, господарь Зеты, не поддерживал отношений с Альфонсо. Вместо этого он вступил в союз с Венецией, которая дала ему право носить флаг Святого Марка. Таким образом, Стефан Черноевич стал венецианским вассалом, который обещал защитить венецианские владения в Албании от сербских и турецких нападений. Скандербег разволновался от венецианских тонкостей и пригрозил новой войной Венеции под тем предлогом, что сенат Венеции не будет ежегодно выплачивать обещанные албанцам 1400 дукатов в 1448 году. Он уже направил своих людей к Дураццо и Скутари, не оставив Венеции иного выбора, кроме как ослабить их тайную дипломатию.

## Война на востоке
В 1452 году турецкая кавалерия начала совершать набеги на албанские территории на востоке — обычная тактика османов, чтобы ослабить противника до начала полномасштабного вторжения. 23 апреля Раймон д’Ортафа, губернатор Альфонсо в Албании, опасался, что турецкое вторжение заставит многих албанцев обратиться в ислам, и направил Альфонсо письма с просьбой о помощи. Султан Мехмед II, полагая, что недоразумения между албанскими лидерами достигли своего критического момента, приказал создать войско из 25-27 тысяч неопытных людей. Его доводы заключались в том, что это могло бы ослабить албанские силы настолько, чтобы он мог затем начать согласованное вторжение. Эти силы находились под главным командованием Тахип-паши. Тахип разделит свои войска на две части, одну под своим командованием, а другую под начальством своего подчиненного, Хамза-паши. Султан Мехмед II был занят войной в Анатолии, поэтому он позволил Хамзе вернуться на запад.

## Битва при Модриче
Скандербег собрал 14 000 человек и выступил против армии Тахип-паши. Скандербег планировал сначала победить Хамзу, а затем обойти Тахипа и окружить его. Хамза-паша имел 10 000 — 12 000 воинов под своим личным командованием и разбил лагерь возле новой крепости Модрич. Скандербег не дал Хамзе много времени на подготовку, и 21 июля он сразу же напал. Яростная атака быстро уничтожила османские войска, в результате чего они бежали. Большая часть сил пала на поле, и части, которые бежали, были преследуемы албанцами.
Хамза-паша был захвачен в бою, а также весь его офицерский штаб. Франческо Сансовино в своей книге «Historia universale dell’Origine et imperio de’Turchi» утверждал, что Хамза, опасаясь карательных мер, просил о пощаде, утверждая, что он сражался против Скандербега только с тех пор, как ему приказали. По словам Деметрио Франко, одного из первых биографов Скандербега, Скандербег отреагировал таким образом, что османские офицеры начали плакать, и он предложил пообедать с ними. После этого он приказал ставить своих пленников под стражей и обращаться с ними должным образом. В конце концов эти люди были освобождены, но Хамза-паша и его штаб были выкуплены за 13 000 дукатов. Франко сообщает, что великодушие Скандербега стало известно по всей Албании и Османской Империи до такой степени, что многие из его людей приобрели гораздо больше уважения к нему как к воину. Сделав это, Скандербег намеревался показать, что он не воспользуется преимуществом перед несчастными и что он достаточно уверен в своей способности позволить своим врагам сразиться с ним вновь на другой день.

## Битва при Мекаде
Скандербег держал захваченных в плен османских пехотинцев под своим контролем. В тот же день, когда он разгромил армию Хамзы-паши, он послал несколько человек в армию Тахипа (которая переместилась в центр Албании), где они показали пленников вместе с захваченными османскими штандартами, чтобы деморализовать армию Тахипа. Тахип-паша не был запуган и разделил свои силы на две части на равнинах Мекад, а его элитные войска прикрывали его фланги. Скандербег, однако, послал Моисея Големи из Дибры в тыл флангов Тахип-паши, чтобы ослабить османскую армию перед началом его главной атаки. После того, как это было сделано, Скандербег затем напал со своими людьми. В пылу битвы Моис Големи смог заметить Тахип-пашу и во время ожесточенной дуэли убил его. Таким образом, турки остались без своего командира, и они бежали.

## Последствия
В битвах при Модриче и Мекаде было убито и ранено семь тысяч османских солдат. Албанцы сами потеряли одну тысячу человек убитыми и, будучи истощены, отказались преследовать бегущие османские войска. Хамза-паша и его штаб были выкуплены султаном. Раймон д’Ортафа сообщил о победе Скандербега неаполитанскому королю Альфонсо, который принял её с большим энтузиазмом. Победа Скандербега над османским султаном Мехмедом стала для албанцев большой неожиданностью. Репутация Скандербега среди его союзников была восстановлена, и род Дукаджини предпочел примириться со Скандербегом.
Чтобы уменьшить риск османских экспедиций, вызванных Венецией, Скандербег предпринял несколько шагов по смягчению отношений с республикой. Осенью 1452 года сербский деспот Георгий Бранкович напал на венецианский город Каттаро. Скандербег послал военный отряд на помощь венецианцам, чтобы предотвратить нападение, но Венеция, несмотря на благодарность албанца, все ещё держала свою враждебность к нему. Скандербег сделал ещё один шаг. Он послал к Альфонсо Неаполитанскому своего «оратора» Эзопа Згури, чтобы тот попросил военной помощи и убедил Альфонсо настаивать на примирении с Венецией. Первая просьба не была удовлетворена: Альфонсо ответил, что у него нет ни людей, ни средств, чтобы помочь Скандербегу. Вторая просьба, однако, была удовлетворена, и 5 марта 1453 года Альфонсо отправил письмо, в котором порицал Венецию за то, что она не платит свои взносы Скандербегу, а также за поддержку врагов Скандербега. Поэтому он настоятельно призвал к принятию императивных мер во всех албанско-венецианских конфликтах.
22 апреля 1453 года султан Мехмед II отправил ещё одну экспедицию в Албанию под командованием Ибрагима-паши, который потерпел поражение в битве при Пологе и был убит в бою. Однако албанская победа была омрачена завоеванием Константинополя Мехмедом всего лишь пять недель спустя, что глубоко обеспокоило христианские государства Европы. Мехмед II, к тому времени уже прозванный Эль-Фатих («Завоеватель»), обратил свое внимание на окончательное поражение Венгерского королевства и поход а Италию.
Европейские державы были охвачены внутренними конфликтами: например, войной в Ломбардии. Скандербег полагал, что угроза того, что султан Мехмед продолжит наступление на с европейские государства, находится на самом высоком уровне. Он направил в Венецию срочные запросы о подготовке к новому османскому наступлению, таким образом, пытаясь создать албанско-венецианский альянс. Признавая угрозу и суверенитет Скандербега над Албанией, Венеция в то же время воздерживалась от создания альянса. Альфонсо обещал отправить Скандербегу солдат и ежегодную денежную сумму в размере 1 500 дукатов, тогда как папа римский Николай V отправил Скандербегу 5 000 флоринов. Албания, Дубровник, Сербия и Венгрия затем создали антиосманскую коалицию, чтобы остановить любую будущую турецкую экспансию.